# Pancorius cheni
Pancorius cheni là một loài nhện trong họ Salticidae.
Loài này thuộc chi Pancorius. Pancorius cheni được Peng & Li miêu tả năm 2008.